# Bundesverband Regie
Der Bundesverband Regie e. V. (BVR) ist Berufsverband und Künstlervereinigung und vertritt seit 1975 die künstlerischen, sozialen, rechtlichen, wirtschaftlichen und arbeitsrechtlichen Interessen der Filmemacher in Deutschland.
Der Verein mit Sitz in Berlin vertritt Film- und Fernsehregisseure – auch als Drehbuchautoren und Produzenten – sowie Regieassistenten und Script Supervisors aus den Bereichen Kino / Fernsehen / Dokumentation / Synchronregie / Musikvideo, Show sowie Werbung und Industriefilm.
Mit über 550 Mitgliedern ist der BVR einer der größten Berufsvereinigungen der Filmbranche. Zu seinen Gründungsmitgliedern zählen Helmut Dietl, Rainer Erler, Eberhard Hauff, Peter Schulze-Rohr, Michael Verhoeven, Franz-Peter Wirth und viele andere. Ehrenpräsidentinnen sind Margarethe von Trotta und Jeanine Meerapfel, Ehrenpräsidenten sind Volker Schlöndorff und Michael Verhoeven.
Als Anwalt der Filmschaffenden vertritt der BVR die Interessen seiner Mitglieder gegenüber der Filmwirtschaft, den Rundfunk- und Fernsehanstalten, den Filmförderungen, den Gewerkschaften, den Ministerien, den Parlamenten. Der Bundesverband Regie kümmert sich um die vertraglichen, juristischen und sozialen Seiten des Berufsalltags.
Der Bundesverband Regie engagiert sich für
- Produktionsbedingungen, die kreative Arbeit möglich machen
- künstlerische Freiheit durch “final cut”, zumindest einen “directors cut”
- ständige Verbesserung der Honorarbedingungen
- Durchsetzung des Regie-Vertragsrechts
- Stärkung der urheberrechtlichen Position der Regisseure
- Förderung der beruflichen Weiterbildung
- fortschrittliche Kultur-, Medien- und Filmpolitik
- Erhaltung des Films als Kulturgut
- Einhaltung und Verbesserung des Arbeits- und Tarifrechts

Der Bundesverband Regie macht deutlich, dass die Kreativen das Kapital der Film- und Fernsehbranche sind: Produzenten, Sender, Verleiher, Film- und Videovertriebe profitieren von der Arbeit der Filmemacher. Daher braucht es hochmotivierte Film- und Fernsehregisseure als Leistungsträger des Filmschaffens. Der BVR setzt sich dafür ein, das häufige Gegeneinander der Branche zu überwinden und fordert ein gleichwertiges Miteinander – beim Filmemachen, bei den Rechten und beim Erfolg.
Der BVR ist Herausgeber des RegieGuide, einem gängigen Nachschlagewerk über die meisten Film- und Fernsehregisseure in Deutschland.
Von 1977 bis 1990 verlieh der Verband den Deutschen Darstellerpreis für die herausragendste schauspielerische Leistung des vergangenen Jahres.
2010 lobte der BVR den Deutschen Regiepreis METROPOLIS für herausragende Regieleistungen in den Bereichen Kinofilm, Fernsehfilm und Serie sowie für die beste Nachwuchsarbeit aus. Des Weiteren wird gemeinsam mit der Verwertungsgesellschaft Bild-Kunst ein Ehrenpreis für das Lebenswerk vergeben. Die erste Preisverleihung fand am 23. Juni 2011 in München statt. Erster Preisträger des Ehrenpreises war Peter Lilienthal.
Im Mai 2018 beteiligte sich der Verband an der Einrichtung der Themis-Vertrauensstelle gegen sexuelle Belästigung und Gewalt.